# Earl of Balfour

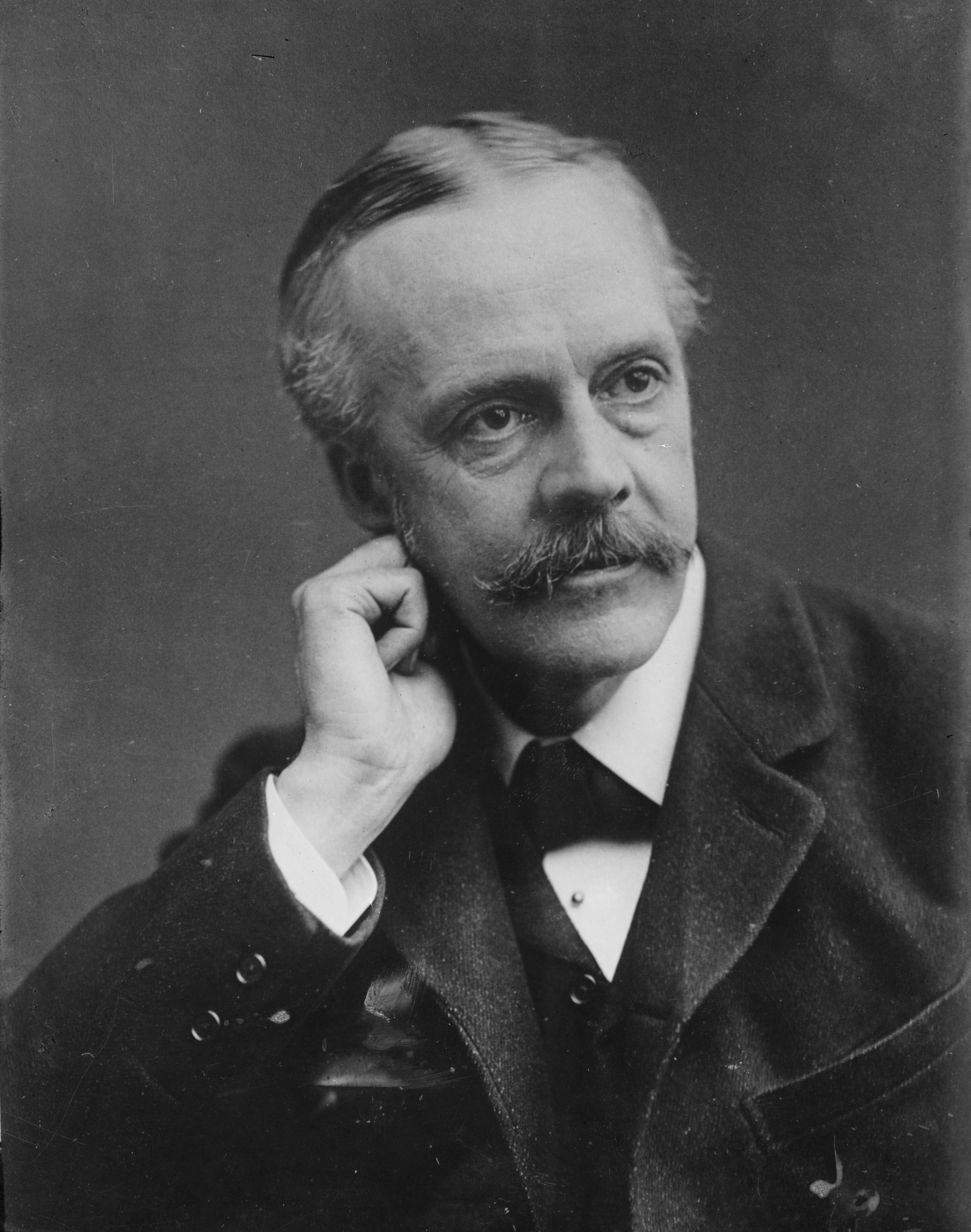
Arthur Balfour, 1. Earl of Balfour

Wappen der Earls of Balfour

Earl of Balfour ist ein erblicher britischer Adelstitel in der Peerage of the United Kingdom.

## Verleihung und Erbfolge
Er wurde am 5. Mai 1922 für den konservativen Politiker Arthur Balfour geschaffen. Er war von 1902 bis 1905 Premierminister des Vereinigten Königreiches sowie von 1916 bis 1919 Foreign Secretary. Bei der Verleihung des Titels wurde festgelegt, dass bei fehlenden männlichen Erben zunächst sein jüngerer Bruder Gerald William Balfour, im Anschluss sein Neffe Francis Cecil Campbell Balfour und darauf sei Neffe Oswald Herbert Campbell Balfour das Recht auf den Titel erben solle. Die beiden letztgenannten waren die Söhne seines verstorbenen jüngeren Bruders Colonel Eustace James Anthony Balfour.
Balfour blieb unverheiratet, so dass ihm sein jüngerer Bruder Gerald als zweiter Earl nachfolgte. Auch er war konservativer Politiker und bekleidete den Posten des Chief Secretary for Ireland, er war Präsident des Board of Trade sowie des Local Government Board. Mit dem Tod seines Enkels, des vierten Earl, der vier Töchter, aber keinen Sohn hatte, starb auch seine Linie aus, so dass ihm sein Neffe dritten Grades als gegenwärtiger Träger der Earlswürde nachfolgte. Er ist der Enkel des vorgenannten Francis Cecil Campbell Balfour, Neffe des ersten Earl.
Wohnsitz der Familie ist Burpham Lodge bei Arundel in Sussex.

## Nachgeordnete Titel
Zusammen mit der Earlswürde wurde Balfour 1922 der Titel Viscount Traprain, of Wittingehame in the County of East Lothian, verliehen. Der Titel wird als Höflichkeitstitel vom Heir Apparent des Earls geführt.

## Earls of Balfour (1922)
- Arthur James Balfour, 1. Earl of Balfour (1848–1930)
- Gerald William Balfour, 2. Earl of Balfour (1853–1945)
- Robert Arthur Lytton Balfour, 3. Earl of Balfour (1902–1968)
- Gerald Arthur James Balfour, 4. Earl of Balfour (1925–2003)
- Roderick Francis Arthur Balfour, 5. Earl of Balfour (* 1948)

Titelerbe (Heir presumptive) ist der Bruder des jetzigen Earl Charles George Yule Balfour (* 1951), dessen Erbe (Heir apparent) sein Sohn George Eustace Charles Balfour (* 1990).